# Sainte-Chapelle (Paris)
Die Sainte-Chapelle (französisch [sɛ̃t ʃapɛl], deutsch Heilige Kapelle) ist die frühere Palastkapelle der ehemaligen königlichen Residenz Palais de la Cité auf der Île de la Cité im 1. Pariser Arrondissement.
Erbaut von etwa 1244 bis 1248 (Weihe), steht sie beispielhaft für den hochgotischen Stil der Mitte des 13. Jahrhunderts. Ihr Bau entstammte dem Bedürfnis, in Paris eine im gotischen Stil erbaute Replik der namenstiftenden sogenannten „Heiligen Kapelle“ (Pharos-Palastkapelle) im Großen Palast der byzantinischen Hauptstadt Konstantinopel zu stiften, aus deren Bestand nach dem Vierten Kreuzzug die Passions-Reliquien erworben worden waren.

## Geschichte

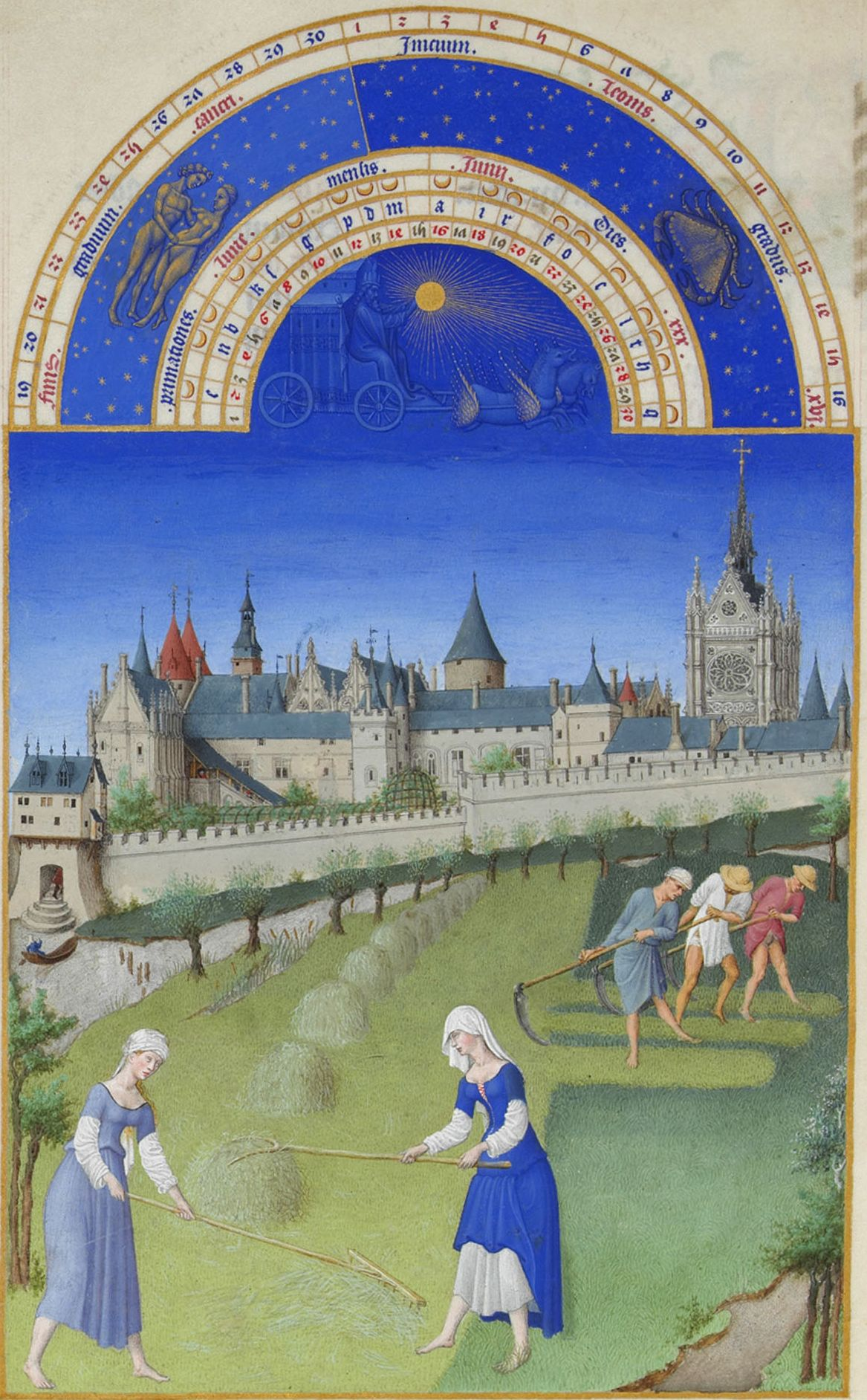
Das Palais de la Cité und die Sainte-Chapelle in den Très Riches Heures um 1440/50

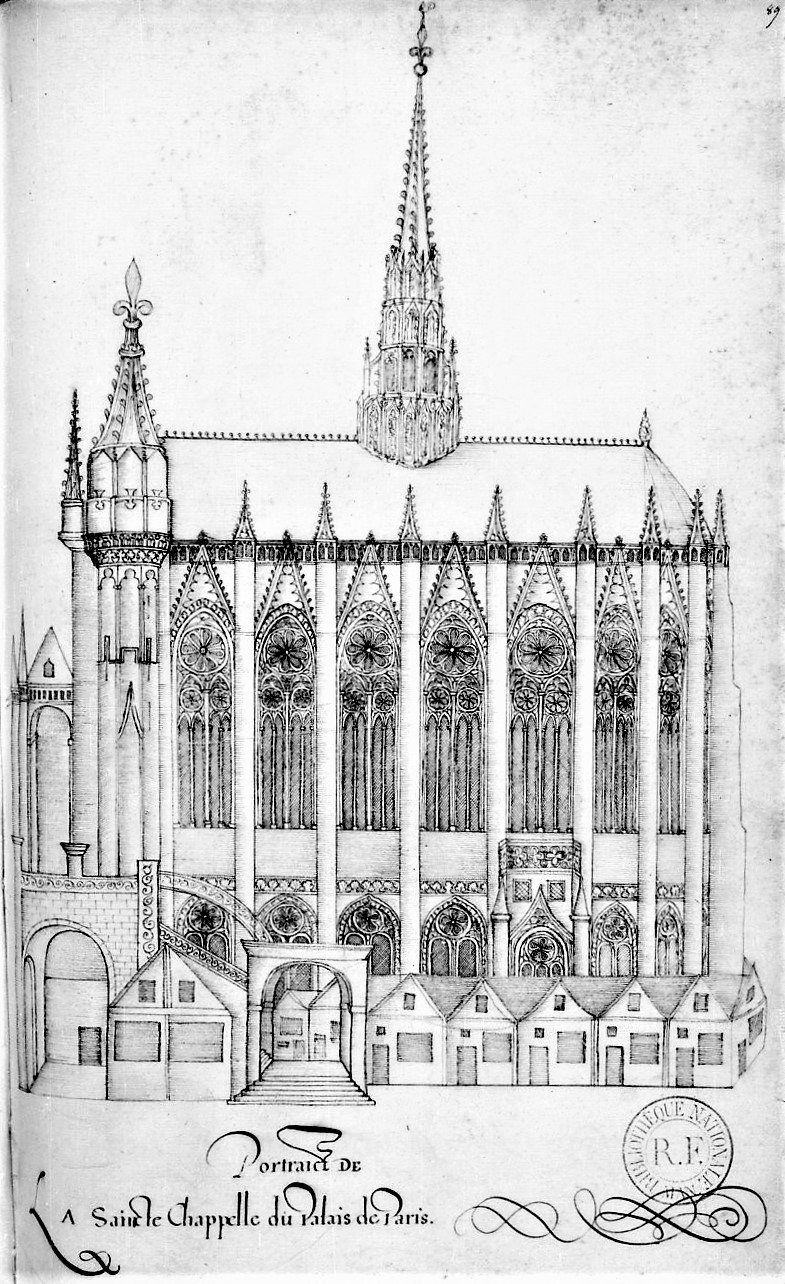
Zeichnung der Sainte-Chapelle von Jacques Cellier, 1583 bis 1587

### Vorgeschichte
Zeit seines Lebens war Ludwig IX. ein großer Verehrer und Sammler von Reliquien. Als Aufbewahrungsort für die Leidenswerkzeuge Christi ließ Ludwig die Sainte-Chapelle bauen. Die kostbaren Passionsreliquien („Christi Dornenkrone“ und Teile des „Wahren Kreuzes“) sowie die Spitze der Heiligen Lanze, waren ursprünglich in der Pharos-Kapelle im Großen Palast in Konstantinopel aufbewahrt worden. Der König hatte sie 1238 von einem venezianischen Kaufmann für eine astronomisch hohe Summe erworben, nachdem das lateinische Kaiserreich unter  Balduin II. sie aus Geldmangel verpfänden musste und nicht mehr auslösen konnte.
Mit dem Besitz der Dornenkrone, die 1239 in Paris in Empfang genommen wurde, erlebte die Person Ludwigs wie auch das französische Königtum im Allgemeinen eine Erhöhung seines Prestiges. Erzbischof Gautier von Sens glaubte, dass Frankreich von Christus als Nachfolger Griechenlands (Teil von Byzanz) zum Ort der Verehrung seiner siegreichen Passion auserkoren wurde. Der Abt von Vaux-de-Cernay verfasste eigens für die Dornenkrone ein Officium. 1241 kaufte Ludwig dem lateinischen Kaiser zusätzlich den Heiligen Schwamm und die Heilige Lanze des Longinus ab.

### Mittelalterliche Palastkapelle
Die Bauarbeiten begannen zwischen 1239 und 1241. Als möglicher Architekt wird neben anderen auch Pierre de Montreuil genannt; hier konnte aber keine Klarheit gewonnen werden. Die Bauzeit betrug in etwa acht Jahre. Am 26. April 1248 wurde die Kapelle der Heiligen Jungfrau Maria geweiht.
Bis Ende des 18. Jahrhunderts war die Unterkapelle Sitz einer Pfarrei, die zur Diözese Paris gehörte, während die Oberkapelle der königlichen Familie vorbehalten war. Durch eine Galerie war die Oberkapelle mit dem königlichen Palast verbunden. Die Kapelle erhielt als königliche Stiftung besondere Privilegien, einen Schatzmeister, Kanoniker und ein Kollegium. Die Besoldung des Klerus wurde durch ein vom König gestifteten Benefizium gesichert. Die Aufgabe des Kapitels bestand in erster Linie aus der Obhut für die Reliquien und der Seelsorge.
Der zwischen 1239 und 1248 entstandene Schrein, der die Passionsreliquien aufnahm, besaß sechs verschiedene Schlösser. Das Schlüsselrecht des Reliquienkastens befand sich in den Händen des französischen Königs, der an hohen Feiertagen die Heiltumsweisung selbst verrichtete. Weitere Reliquien lagerten in der Sakristei. Kurz nach der Fertigstellung der Sainte-Chapelle entstand nördlich von ihr, an der Stelle des heutigen Palais de Justice, ein neues zweistöckiges Gebäude, das als Schatzkammer diente.

### Renaissance und Barockzeit
Um 1485 bis 1490 beauftragte Karl VIII. einen unbekannten Meister, das Glas der Fensterrose zu erneuern. Ab 1524 wurde die Eucharistie auf einem vergoldeten Renaissance-Altar gefeiert, der sich heute im Schloss Écouen befindet.
Unter der Herrschaft Heinrichs II. wurde in der Oberkapelle eine neue Schranke mit Zugang zum Chor errichtet, vor der zwei Altäre standen. Diese Abtrennung existierte bis in das 18. Jahrhundert. Außerhalb des Chores befand sich ein kleiner Friedhof des Klerus. Der Chor war außen von Verkaufsläden umringt, deren Handel bis ins 19. Jahrhundert dort betrieben wurde. Nach den Bränden von 1630 und 1776 wurde die Kapelle restauriert. Das Hochwasser im Winter 1689/90 fügte den Wänden der Unterkapelle enormen Schaden zu.
1771 erhielt die Kapelle von dem Orgelbauer François-Henri Clicquot eine neue barocke Orgel, die 1791 auf der Westempore in St-Germain-l’Auxerrois aufgestellt wurde, wo sie die Wirren der Revolution überstand. Ein Erlass vom 11. März 1787 stellte die königlichen Kapellen unter staatliche Verwaltung. Das Vermögen der Kleriker wurde beschlagnahmt. Per Dekret von 1791 verlor die Sainte-Chapelle ihren Pfarrei-Status zusammen mit weiteren Pfarreien auf der Île de la Cité an die Kathedrale Notre-Dame.

### Profanierung und Umnutzung
Nachdem die Kapelle während der Französischen Revolution schwer beschädigt worden war, hing am Giebel jahrelang ein Schild mit dem Text „Nationaleigentum zu verkaufen“. 1790 sollte sie abgerissen werden, was verhindert werden konnte. Nach einer Verordnung wurden 1793 der Dachreiter abgetragen und die Ausstattung, darunter das Chorgestühl und die Orgel, vollständig entwendet. Die Reliquien kamen in die Abteikirche von Saint-Denis, wo sie teilweise verloren gingen. Ein Teil des Schatzes wurde eingeschmolzen.
Das profanierte Gebäude diente zeitweise als Lokal, Lager und Mehlspeicher. Ab Anfang des 19. Jahrhunderts nutzte man die Unterkapelle wieder für Gottesdienste, die Oberkapelle als Aktenarchiv. Die Hälfte der Dornenkronen-Reliquie lagerte nach der Revolution eine Zeit lang in der Bibliothèque nationale. Später übergab sie Napoleon I. der Kathedrale Notre-Dame. Der andere Teil gelangte während der Revolution zum Schutz in den Vatikan.

### Restaurierung bis zur Gegenwart
Unter dem Bürgerkönig Louis-Philippe wurde der Bau Mitte des 19. Jahrhunderts umfassend saniert. Das stellt einen Wendepunkt in den öffentlichen Vorstellungen über mittelalterliche Kirchenräume dar, denn man war bis dahin eher schlichte, weiß gestrichene Räume gewohnt. Jetzt wurden unterschiedliche Farben verwendet, was öffentliche Empörung auslöste. Die Bauleitung übernahm bis 1849 der Architekt Félix Duban. Sein Nachfolger wurde der Architekt Jean-Baptiste Lassus. Neben der Ergänzung der in der Revolution zerstörten Glasfenster erhielt die Kapelle 1853 einen neuen Dachreiter. 1863 waren die Bauarbeiten abgeschlossen.
Im Ersten und Zweiten Weltkrieg wurden die Glasfenster der Sainte-Chapelle entfernt. In den 1990er Jahren wurde die Restauration einzelner Lanzettfenster in Angriff genommen. Von 2008 bis 2014 erfolgte eine umfassende Restauration aller Buntglasfenster. Das 10 Millionen Euro teure Vorhaben wurde mit Hilfe der dänischen Velux-Stiftung und privater Spenden finanziert. Die feierliche Wiedereröffnung fand 2015, anlässlich des 800. Geburtstags von König Ludwig IX., statt.

## Beschreibung

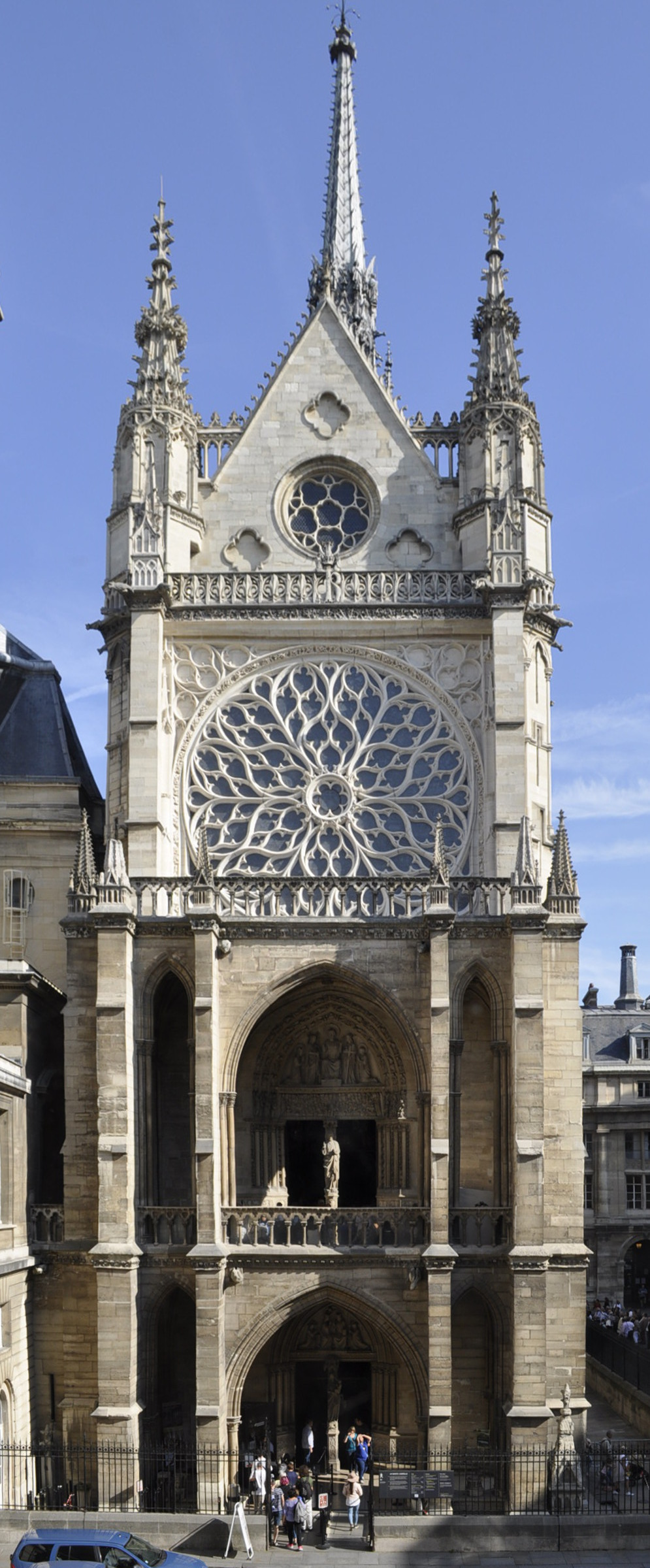
Westfassade

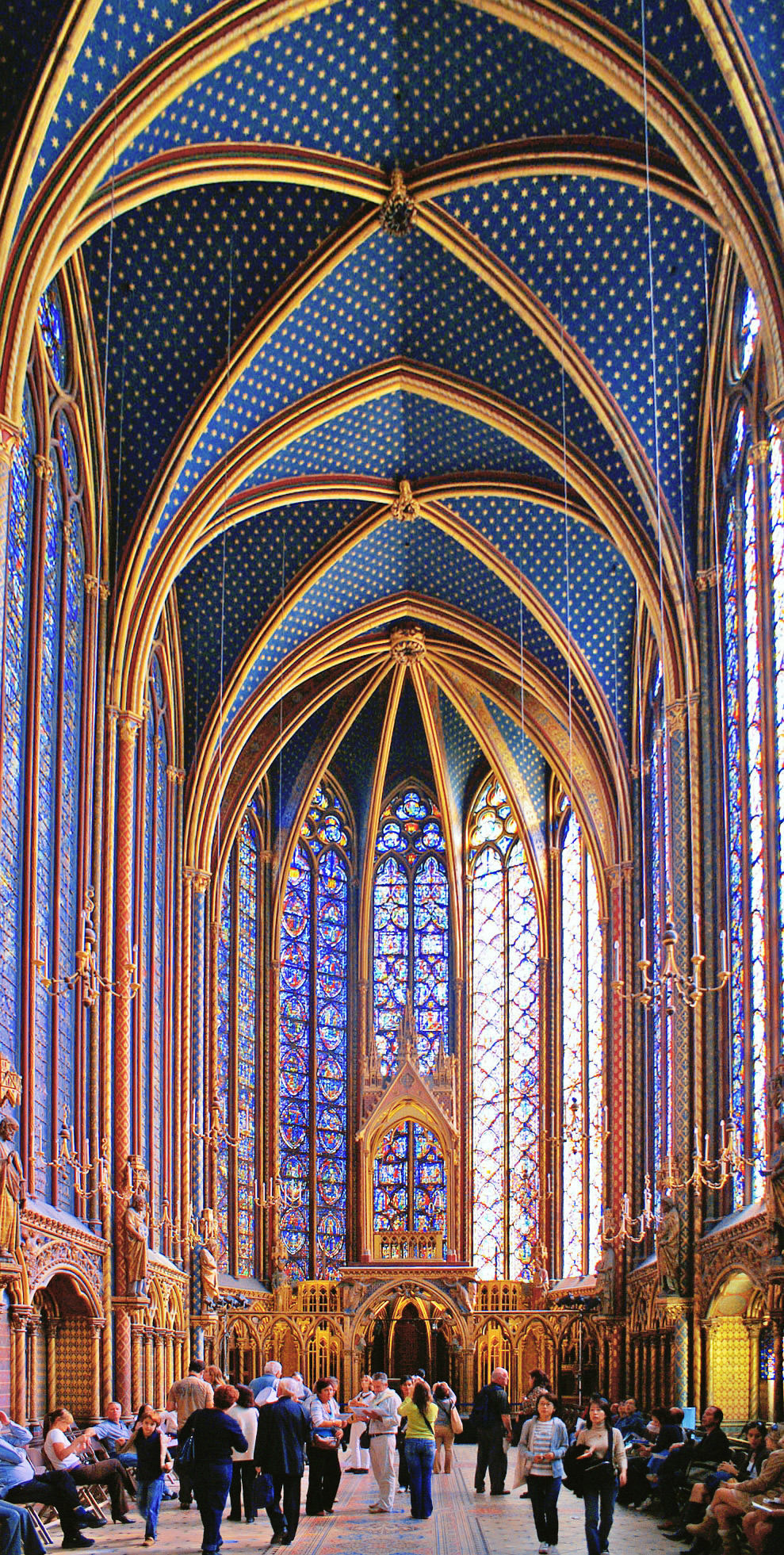
Das Innere mit der restaurierten Ausmalung

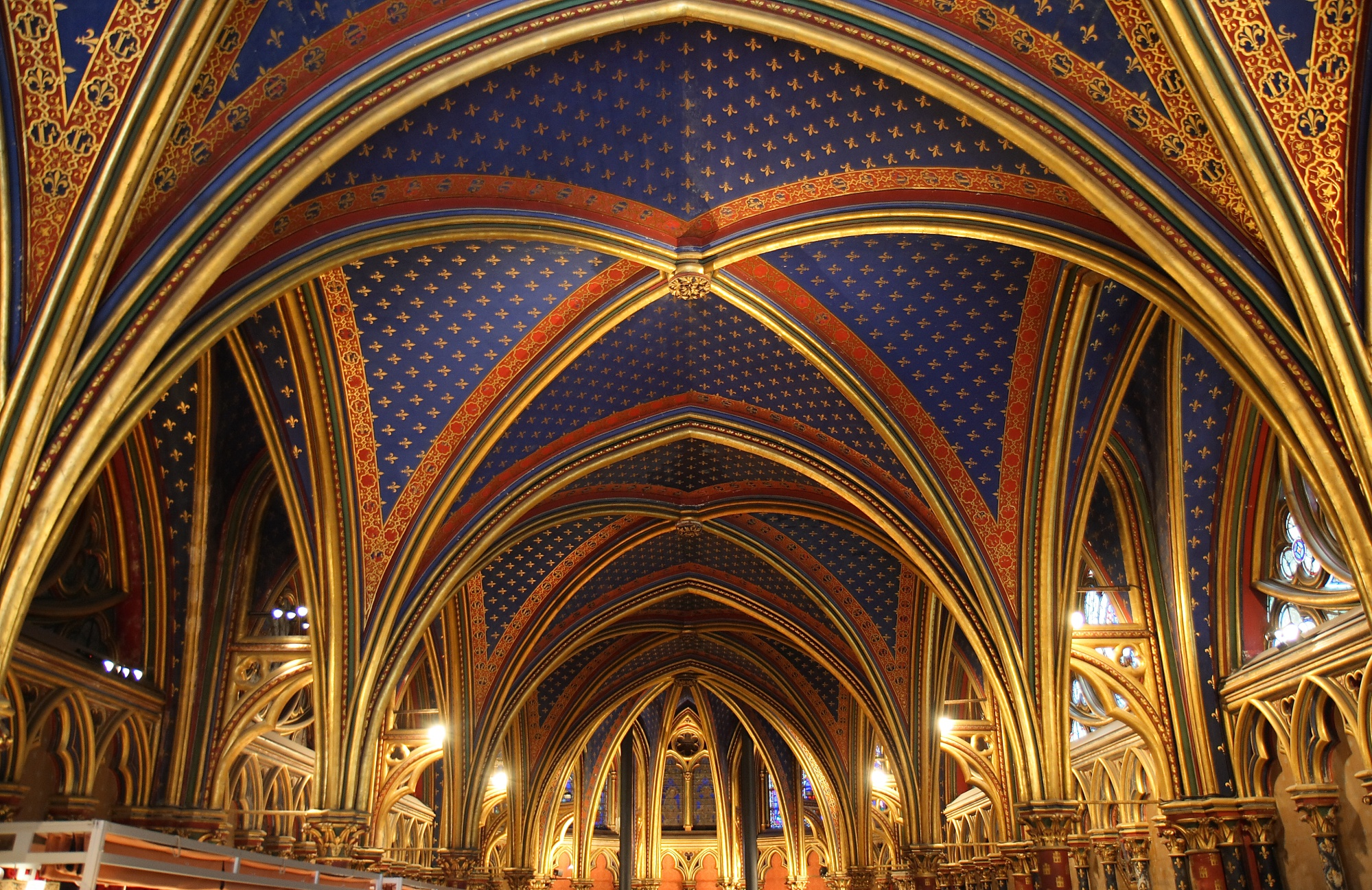
Decke der Unterkapelle

### Innenraum
Es handelt sich um eine zweistöckige Palastkapelle mit einer niedrigen Unterkapelle und einer hohen Oberkapelle. Der größte Teil ihrer Wände wird von kostbaren Buntglasfenstern eingenommen, wodurch der hohe Raum von unirdisch wirkendem Licht durchflutet wird. Hier lässt sich auch demonstrieren, dass die Tendenz der Hochgotik, den ehemaligen Steinraum in einen farbigen Glasschrein aufzulösen und die Wände fast vollkommen in mehrbahnige Maßwerkfenster zu verwandeln, nicht dazu führt, dass der Innenraum wesentlich heller wird. Stattdessen war die ergreifende Wirkung des farbigen Lichts, die leuchtende Wand, das Ziel, das Aufgehen der irdischen Existenz in einem mystischen Farbraum.
Ein Teil der lebensgroßen Apostelfiguren an den Wänden, der Altarbaldachin, etwa ein Drittel der Glasfenster, die Verzierungen auf der Innenseite des Westwerks, der Dachreiter, die Figuren der Eingangsportale sowie die Empore im Eingangsbereich wurden rekonstruiert. Trotzdem kann die Besonderheit dieses Raumes im Hinblick auf seine farbige Gesamtwirkung nicht deutlich genug hervorgehoben werden. Angeblich sind insgesamt noch 720 von den insgesamt 1134 Fensterfeldern original.
An einigen Stellen sind vor den Pfeilern Konsolen angebracht, auf denen Standbilder der zwölf Apostel aufgestellt sind, denen ebenfalls die originale Farbigkeit wieder verliehen wurde. Sie ist das Ergebnis einer gründlichen und für die damalige Zeit wagemutigen Restaurierung in den 1840er und -50er Jahren. Die Fensterlanzetten sind 12 Meter hoch. Die Fenster erstrecken sich auf 600 m² Fläche, zwei Drittel von ihnen stammen noch aus dem 13. Jahrhundert, ein Drittel sind Erneuerungen des 19. Jahrhunderts.

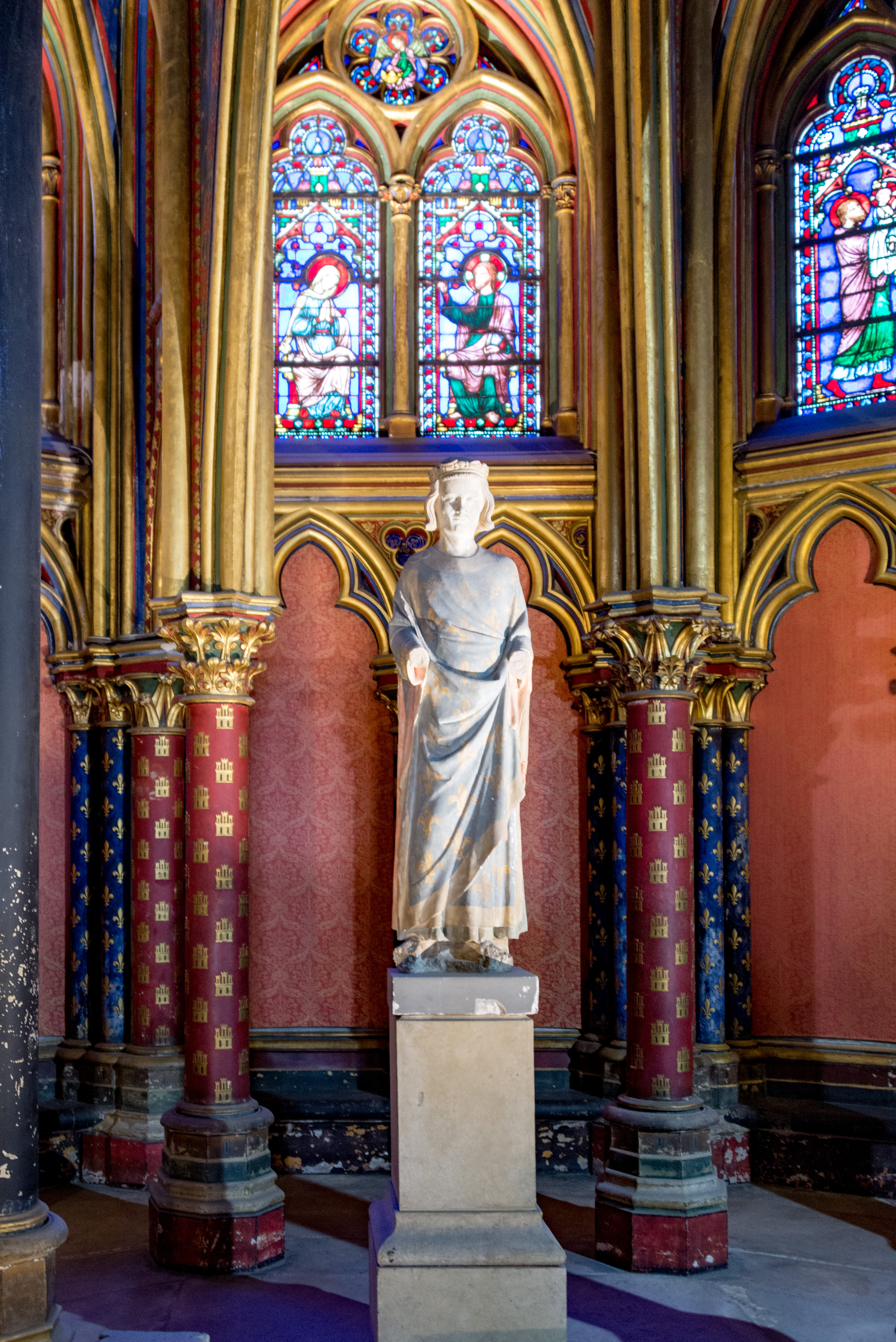
Statue Ludwigs IX.
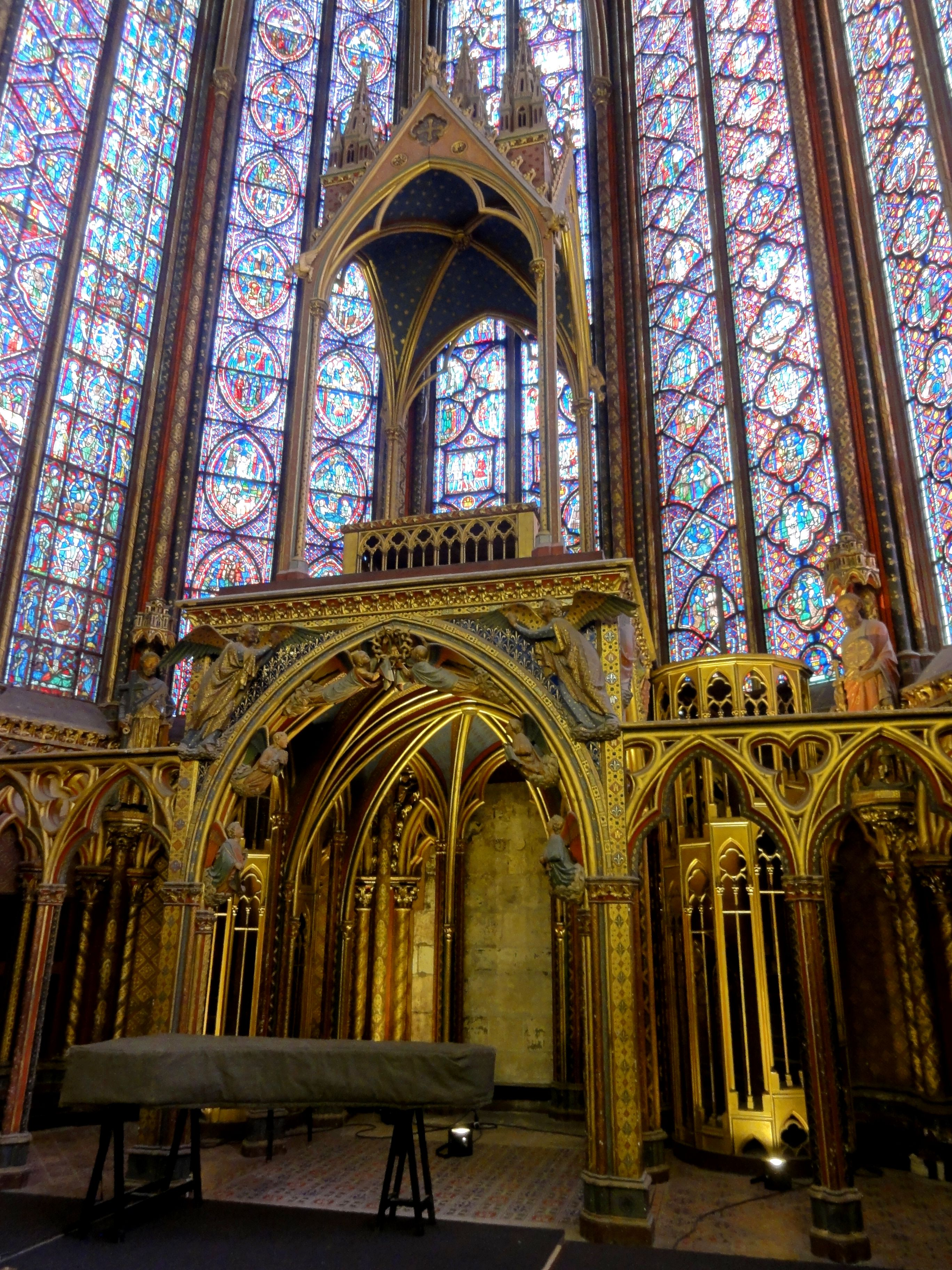
Reliquienaltar
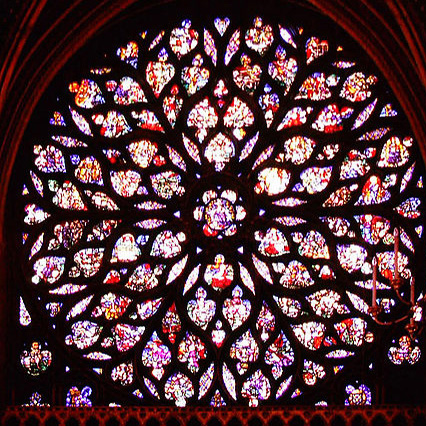
Fensterrose
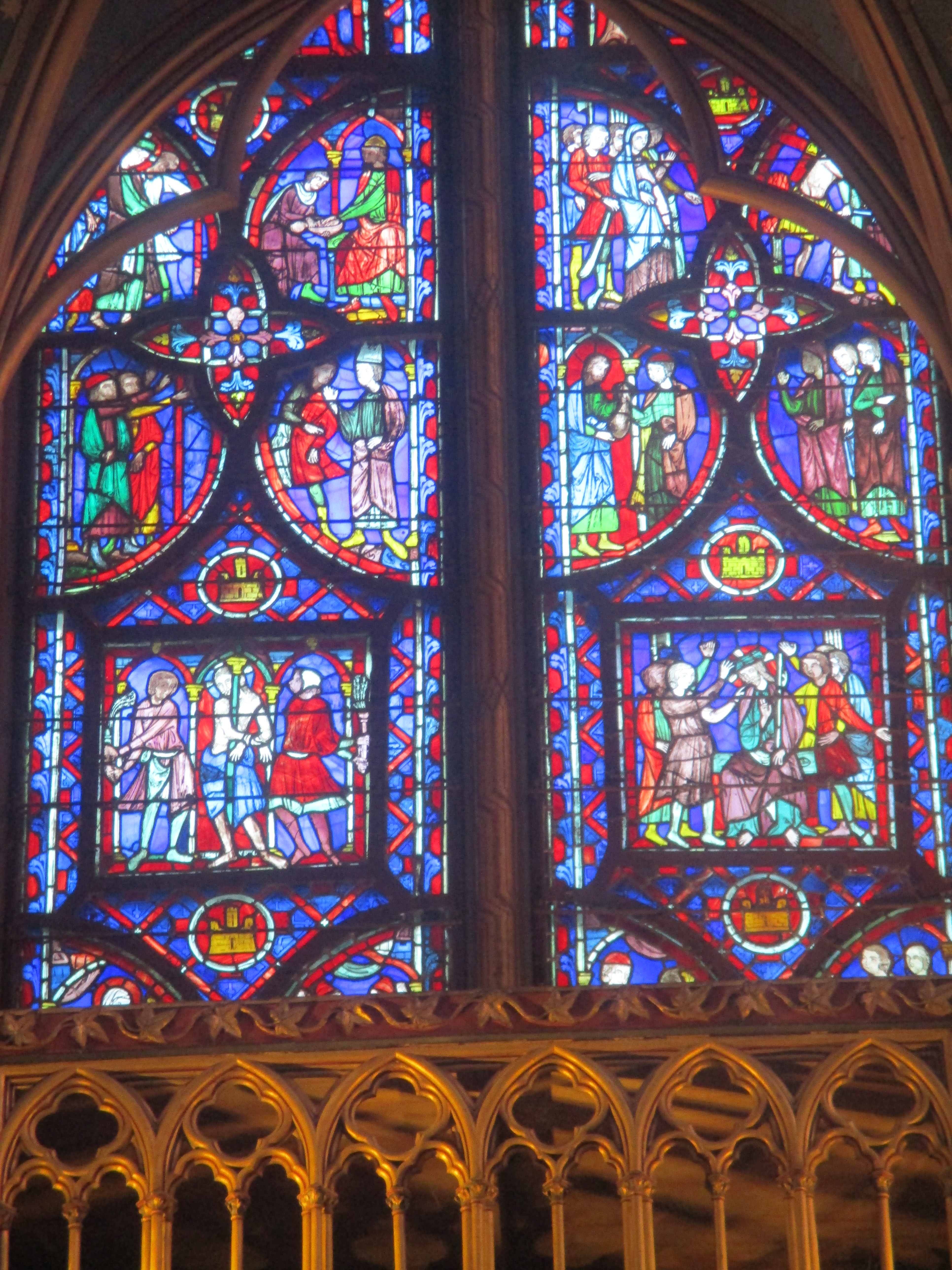
Passionsszenen

## Ehemalige Ausstattung
- Dornenkronen-Reliquie (heute in der Kathedrale Notre-Dame)
- Reliquienbüste Ludwig IX. (heute in der Kathedrale Notre-Dame)
- Renaissance-Altar aus vergoldetem Holz aus dem 16. Jahrhundert (heute im Schloss Écouen)
- Orgel des Orgelbauers François-Henri Clicquot von 1771 (heute in der Kirche St-Germain-l’Auxerrois)

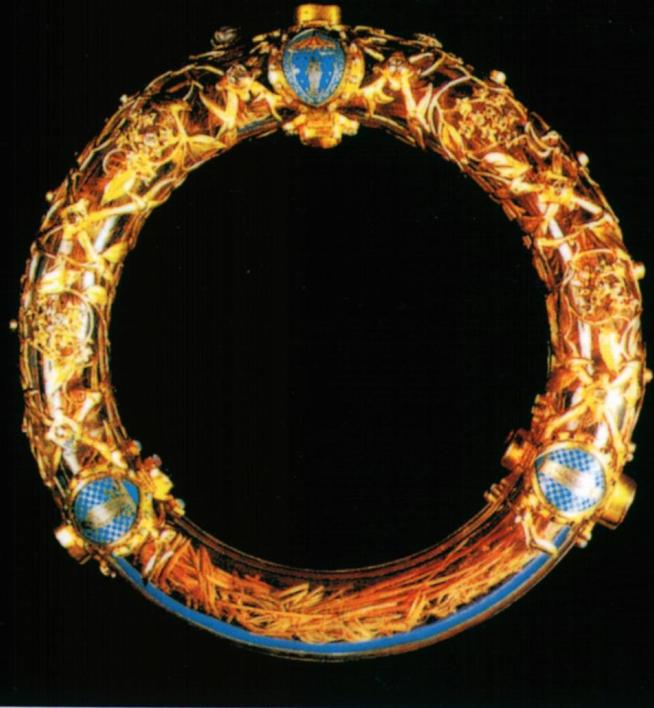
Dornenkronen-Reliquie
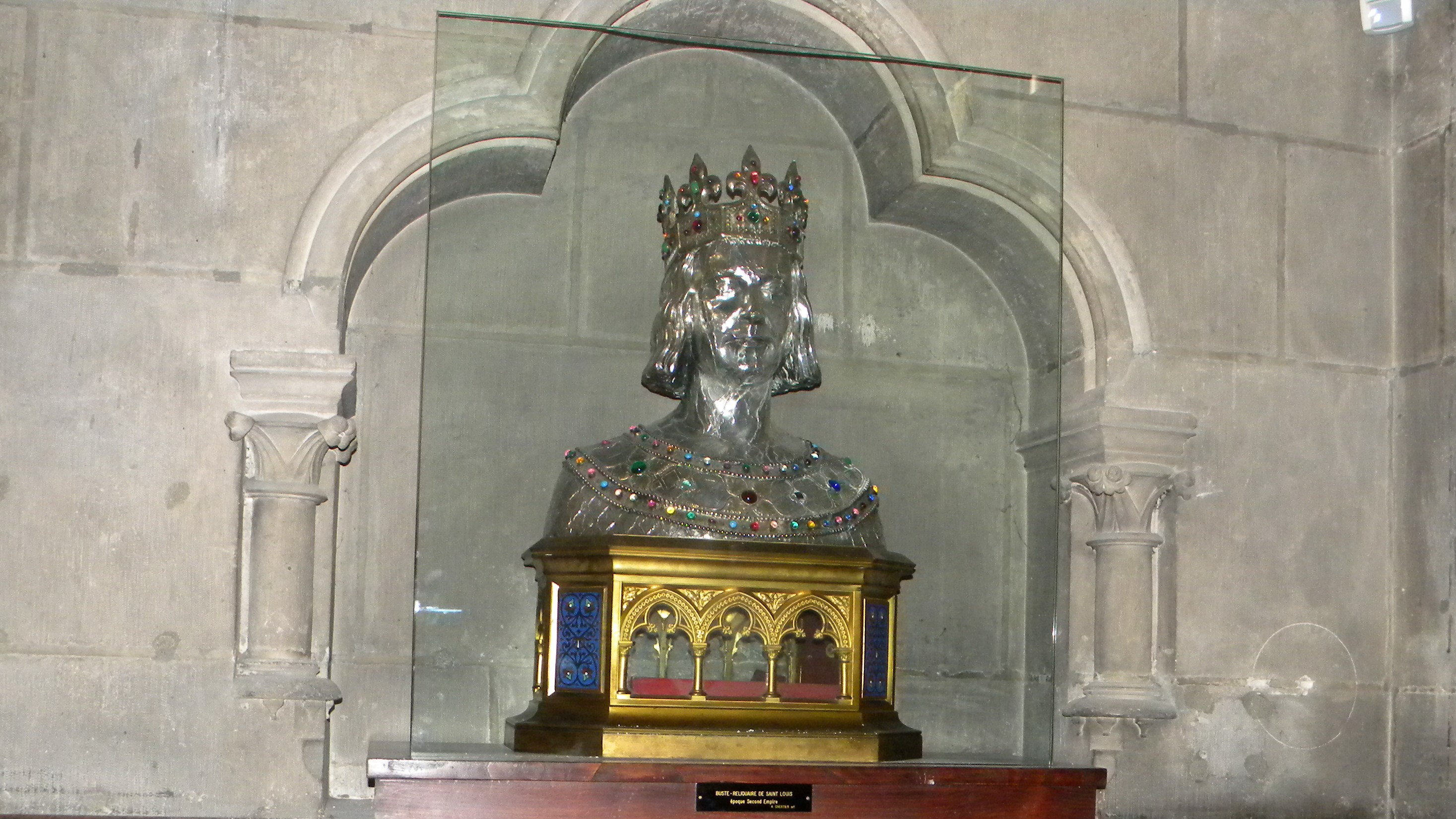
Reliquienbüste Ludwigs IX.
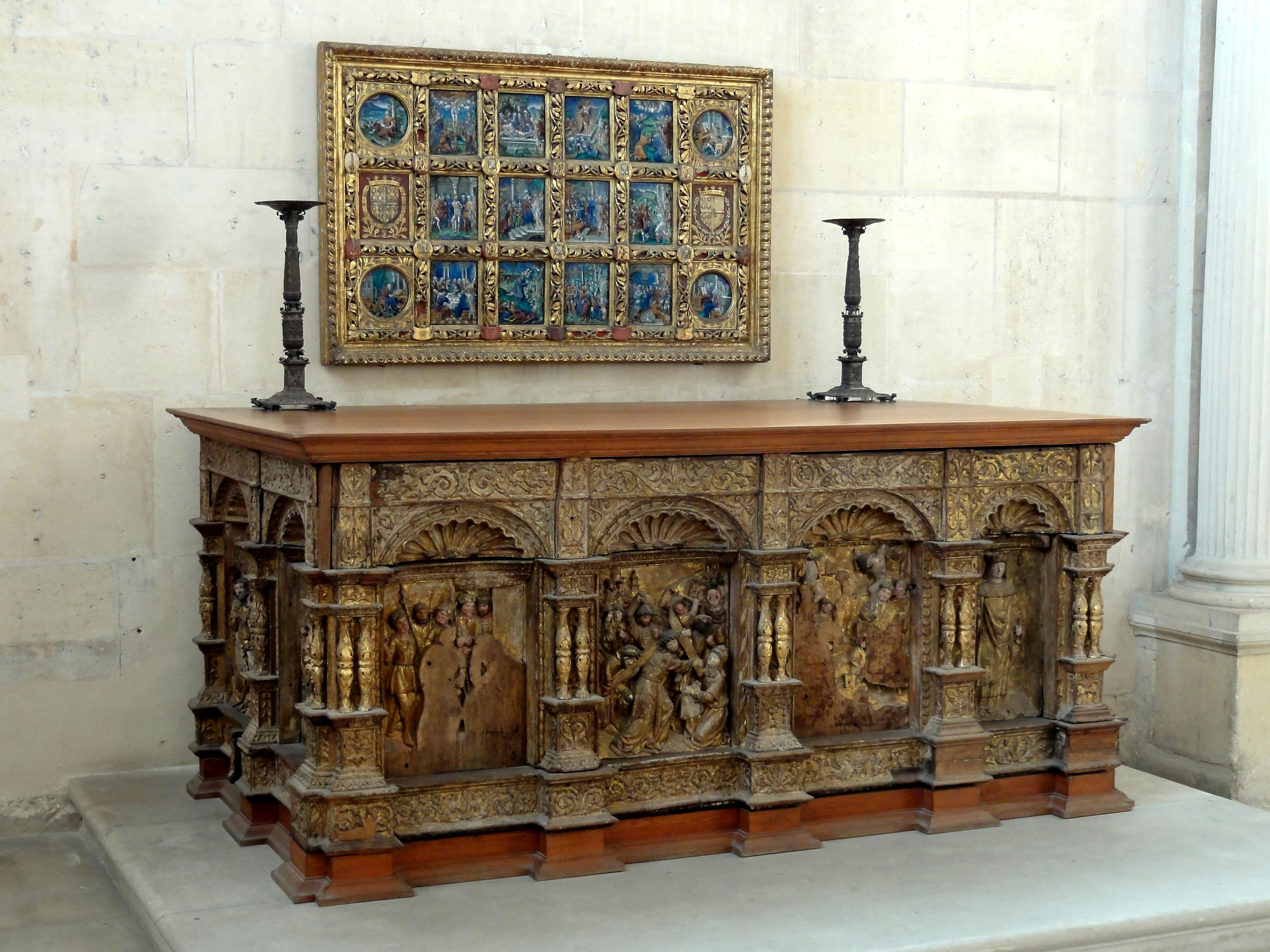
Altar aus vergoldetem Holz
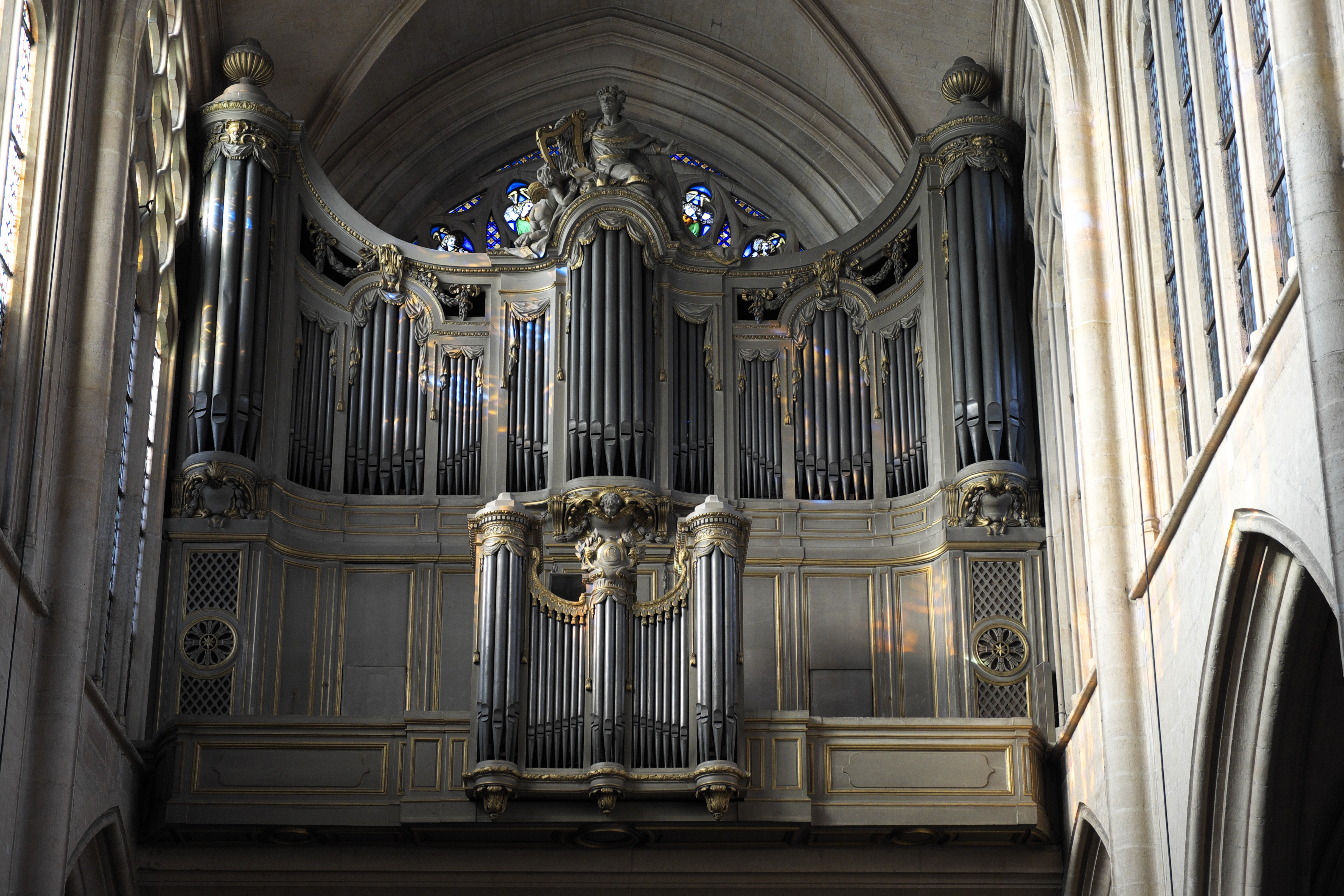
Orgel aus dem Jahr 1771

## Sonstiges
Palastkapellen dieses Typs entstanden im späteren Mittelalter auch an anderen Residenzen des französischen Königshauses und seiner Nebenlinien in den Herzogtümern. Sie werden nur dann ebenfalls als Saintes-Chapelles bezeichnet, wenn sie mit Passionsreliquien ausgestattet waren und einer bestimmten Liturgie folgten. Zu diesen gehören die Kapellen in Vincennes, Riom, Châteaudun, Aigueperse, Champigny-sur-Veude und Vic-le-Comte. Verschwunden sind die Saintes-Chapelles von Gué de Maulny, Vivier-en-Brie, Bourbon-l’Archambault und von Bourges.
Eine ganz ähnliche Kapelle gibt es im Schloss Saint-Germain-en-Laye (Département Yvelines). Die Schlosskapelle in Versailles wird als barocke Variation der Sainte-Chapelle betrachtet. Als Nachfolgebauten der Sainte-Chapelle außerhalb Frankreichs gelten die gotischen Palastkapellen von Aachen und Prag. Aus dem Inventar der Sainte-Chapelle stammt auch das Evangeliar der Sainte-Chapelle, eine der bedeutendsten Handschriften der ottonischen Buchmalerei. Die vom Gregormeister gefertigte Prunkhandschrift gelangte nach der Revolution in die Bibliothèque nationale de France (Signatur Lat. 8851).